# Bilan par saison de l'Association sportive montferrandaise Clermont Auvergne
Cette page présente le bilan par saison de l'Association sportive montferrandaise Clermont Auvergne.
| Saison  | Division   | Phase finale          | Classement                                     | Coupe d'Europe/Champions Cup | Challenge européen/Cup |
| ------- | ---------- | --------------------- | ---------------------------------------------- | ---------------------------- | ---------------------- |
| 1924-25 | Honneur    | Vainqueur             | 1er du groupe 5 (cinq) 1er du groupe 1 (trois) | -                            | -                      |
| 1925-26 | Excellence | Non qualifié          | 3e du groupe 6 (trois)                         | -                            | -                      |
| 1926-27 | Excellence | Non qualifié          | 3e du groupe 3 (cinq)                          | -                            | -                      |
| 1927-28 | Excellence | Non qualifié          | 4e du groupe 1 (cinq)                          | -                            | -                      |
| 1928-29 | Excellence | Non qualifié          | ?e du groupe 6 (cinq) 3e du groupe 3 (trois)   | -                            | -                      |
| 1929-30 | Excellence | Non qualifié          | ?e du groupe 4 (cinq) ?e du groupe 4 (trois)   | -                            | -                      |
| 1930-31 | UFRA       | Quart de finaliste    | ?e du groupe 6 (cinq) 1er du groupe 6 (trois)  | -                            | -                      |
| 1931-32 | UFRA       | Demi-finaliste        | ?e du groupe 6 (cinq) 1er du groupe 7 (trois)  | -                            | -                      |
| 1932-33 | Excellence | ?                     | ?e du groupe ?                                 | -                            | -                      |
| 1933-34 | Groupe A   | ?                     | ?e du groupe ?                                 | -                            | -                      |
| 1934-35 | Groupe A   | ?                     | ?e du groupe ?                                 | -                            | -                      |
| 1935-36 | Groupe A   | Finaliste             | ?e du groupe ?                                 | -                            | -                      |
| 1936-37 | Groupe A   | Finaliste             | ?e du groupe ?                                 | -                            | -                      |
| 1937-38 | Groupe A   | Demi-finaliste        | ?e du groupe ?                                 | -                            | -                      |
| 1938-39 | Groupe A   | ?                     | ?e du groupe ?                                 | -                            | -                      |
| 1942-43 | Groupe A   | ?                     | ?er du groupe ?                                | -                            | -                      |
| 1943-44 | Groupe A   | ?                     | ?e du groupe ?                                 | -                            | -                      |
| 1944-45 | Groupe A   | ?                     | ?e du groupe ?                                 | -                            | -                      |
| 1945-46 | Groupe A   | ?                     | ?e du groupe ?                                 | -                            | -                      |
| 1946-47 | Groupe A   | Demi-finaliste        | ?e du groupe 2                                 | -                            | -                      |
| 1947-48 | Groupe A   | Demi-finaliste        | ?e du groupe 1                                 | -                            | -                      |
| 1948-49 | Groupe A   | Quart de finaliste    | ?e du groupe 4                                 | -                            | -                      |
| 1949-50 | Groupe A   | Quart de finaliste    | ?e du groupe ?                                 | -                            | -                      |
| 1950-51 | Groupe A   | Demi-finaliste        | 1er du groupe 8                                | -                            | -                      |
| 1951-52 | Groupe A   | Huitième de finaliste | 3e du groupe 3                                 | -                            | -                      |
| 1952-53 | Groupe A   | Non qualifié          | ?e du groupe 5                                 | -                            | -                      |
| 1953-54 | Groupe A   | Quart de finaliste    | ?e du groupe 4                                 | -                            | -                      |
| 1954-55 | Groupe A   | Quart de finaliste    | ?e du groupe 5                                 | -                            | -                      |
| 1955-56 | Groupe A   | Huitième de finaliste | ?e du groupe 6                                 | -                            | -                      |
| 1956-57 | Groupe A   | Huitième de finaliste | ?e du groupe 2                                 | -                            | -                      |
| 1957-58 | Groupe A   | Seizième de finaliste | ?e du groupe 4                                 | -                            | -                      |
| 1958-59 | Groupe A   | Seizième de finaliste | ?e du groupe 6                                 | -                            | -                      |
| 1959-60 | Groupe A   | Seizième de finaliste | ?e du groupe 1                                 | -                            | -                      |
| 1960-61 | Groupe A   | Seizième de finaliste | ?e du groupe 6                                 | -                            | -                      |
| 1961-62 | Groupe A   | Non qualifié          | ?e du groupe 3                                 | -                            | -                      |
| 1962-63 | Groupe A   | Seizième de finaliste | ?e du groupe 6                                 | -                            | -                      |
| 1963-64 | Groupe A   | Quart de finaliste    | ?e du groupe 7                                 | -                            | -                      |
| 1964-65 | Groupe A   | Seizième de finaliste | ?e du groupe 7                                 | -                            | -                      |
| 1965-66 | Groupe A   | Non qualifié          | ?e du groupe 5                                 | -                            | -                      |
| 1966-67 | Groupe A   | Non qualifié          | ?e du groupe 1                                 | -                            | -                      |
| 1967-68 | Groupe A   | Seizième de finaliste | ?e du groupe 2                                 | -                            | -                      |
| 1968-69 | Groupe A   | Quart de finaliste    | ?e du groupe 1                                 | -                            | -                      |
| 1969-70 | Groupe A   | Finaliste             | 3e du groupe 6                                 | -                            | -                      |
| 1970-71 | Groupe A   | Seizième de finaliste | 4e du groupe 2                                 | -                            | -                      |
| 1971-72 | Groupe A   | Seizième de finaliste | 1er du groupe 6                                | -                            | -                      |
| 1972-73 | Groupe A   | Huitième de finaliste | 2e du groupe 1                                 | -                            | -                      |
| 1973-74 | Groupe A   | Seizième de finaliste | 2er du groupe 2                                | -                            | -                      |
| 1974-75 | Groupe A   | Huitième de finaliste | 1er du groupe 4                                | -                            | -                      |
| 1975-76 | Groupe A   | Quart de finaliste    | 1er du groupe 2                                | -                            | -                      |
| 1976-77 | Groupe A   | Quart de finaliste    | 1er du groupe 5                                | -                            | -                      |
| 1977-78 | Groupe A   | Finaliste             | 2e du groupe 5                                 | -                            | -                      |
| 1978-79 | Groupe A   | Demi-finaliste        | 3e du groupe 2                                 | -                            | -                      |
| 1979-80 | Groupe A   | Huitième de finaliste | 4e du groupe 2                                 | -                            | -                      |
| 1980-81 | Groupe A   | Demi-finaliste        | 3e du groupe 3                                 | -                            | -                      |
| 1981-82 | Groupe A   | Barragiste            | 6e du groupe 4                                 | -                            | -                      |
| 1982-83 | Groupe A   | Huitième de finaliste | 4e du groupe 3                                 | -                            | -                      |
| 1983-84 | Groupe A   | Demi-finaliste        | 1er du groupe 4                                | -                            | -                      |
| 1984-85 | Groupe A   | Demi-finaliste        | 2e du groupe 3                                 | -                            | -                      |
| 1985-86 | Groupe A   | Quart de finaliste    | 2e du groupe 4                                 | -                            | -                      |
| 1986-87 | Groupe A   | Quart de finaliste    | 3e du groupe 1                                 | -                            | -                      |
| 1987-88 | Groupe A   | Huitième de finaliste | 4e du groupe 3                                 | -                            | -                      |
| 1988-89 | Groupe A   | Huitième de finaliste | 3e du groupe 1                                 | -                            | -                      |
| 1989-90 | Groupe A   | Demi-finaliste        | 2e du groupe 2                                 | -                            | -                      |
| 1990-91 | Groupe A   | Huitième de finaliste | 2e du groupe 5                                 | -                            | -                      |
| 1991-92 | Groupe A   | Seizième de finaliste | 6e du groupe 1                                 | -                            | -                      |
| 1992-93 | Groupe A   | Non qualifié          | 4e du groupe 3 4e du groupe 2 (Top 16)         | -                            | -                      |
| 1993-94 | Groupe A   | Finaliste             | 3e du groupe 1 2e du groupe 2 (Top 16)         | -                            | -                      |
| 1994-95 | Groupe A   | Non qualifié          | 6e du groupe 2                                 | -                            | -                      |
| 1995-96 | Groupe A1  | Quart de finaliste    | 3e du groupe 2                                 | -                            | -                      |
| 1996-97 | Division 1 | Demi-finaliste        | 2e du groupe 2                                 | -                            | Quart de finaliste     |
| 1997-98 | Division 1 | Quart de finaliste    | 4e du groupe 1                                 | -                            | Quart de finaliste     |
| 1998-99 | Élite 1    | Finaliste             | 2e du groupe 2 1er de la poule 4 (qualif.)     | -                            | Vainqueur              |
| 1999-00 | Élite 1    | Quart de finaliste    | 4e du groupe 2                                 | Quart de finaliste           | -                      |
| 2000-01 | Division 1 | Finaliste             | 1er du groupe 2                                | -                            | Éliminé en poules      |
| 2001-02 | Top 16     | Demi-finaliste        | 3e du groupe 2 2e du groupe 2 (Top 8)          | Quart de finaliste           | -                      |
| 2002-03 | Top 16     | Non qualifié          | 5e du groupe 1 1er des play-down               | Éliminé en poules            | -                      |
| 2003-04 | Top 16     | Non qualifié          | 7e du groupe 1 1er des play-down               | -                            | Finaliste              |
| 2004-05 | Top 16     | Non qualifié          | 7e                                             | -                            | Quart de finaliste     |
| 2005-06 | Top 14     | Non qualifié          | 8e                                             | Éliminé en poules            | -                      |
| 2006-07 | Top 14     | Finaliste             | 3e                                             | -                            | Vainqueur              |
| 2007-08 | Top 14     | Finaliste             | 1er                                            | Éliminé en poules            | -                      |
| 2008-09 | Top 14     | Finaliste             | 3e                                             | Éliminé en poules            | -                      |
| 2009-10 | Top 14     | Vainqueur             | 3e                                             | Quart de finaliste           | -                      |
| 2010-11 | Top 14     | Demi-finaliste        | 4e                                             | Éliminé en poules            | Demi-finaliste         |
| 2011-12 | Top 14     | Demi-finaliste        | 2e                                             | Demi-finaliste               | -                      |
| 2012-13 | Top 14     | Demi-finaliste        | 1er                                            | Finaliste                    | -                      |
| 2013-14 | Top 14     | Barragiste            | 3e                                             | Demi-finaliste               | -                      |
| 2014-15 | Top 14     | Finaliste             | 2e                                             | Finaliste                    | -                      |
| 2015-16 | Top 14     | Demi-finaliste        | 1er                                            | Éliminé en poules            | -                      |
| 2016-17 | Top 14     | Vainqueur             | 2e                                             | Finaliste                    | -                      |
| 2017-18 | Top 14     | Non qualifié          | 9e                                             | Quart de finaliste           | -                      |
| 2018-19 | Top 14     | Finaliste             | 2e                                             | -                            | Vainqueur              |
| 2019-20 | Top 14     | Championnat arrêté    | 6e                                             | Quart de finaliste           | -                      |
| 2020-21 | Top 14     | Barragiste            | 5e                                             | Quart de finaliste           | -                      |
| 2021-22 | Top 14     | Non qualifié          | 7e                                             | Huitième de finaliste        | -                      |
| 2022-23 | Top 14     | Non qualifié          | 10e                                            | Éliminé en poules            | Quart de finaliste     |
| 2023-24 | Top 14     | Non qualifié          | 8e                                             |                              | Demi-finaliste         |
| 2024-25 | Top 14     | en cours              | en cours                                       | en cours                     | -                      |
| Saison  | Division   | Phase finale          | Classement                                     | Coupe d'Europe/Champions Cup | Challenge européen/Cup |